# Andorra (kommunhuvudort)
Andorra är en kommunhuvudort i Spanien.   Den ligger i provinsen Provincia de Teruel och regionen Aragonien, i den östra delen av landet, 280 km öster om huvudstaden Madrid. Andorra ligger 712 meter över havet och antalet invånare är 7 890.
Terrängen runt Andorra är platt åt sydost, men åt nordväst är den kuperad. Runt Andorra är det ganska glesbefolkat, med 25 invånare per kvadratkilometer. Andorra är det största samhället i trakten. Trakten runt Andorra består till största delen av jordbruksmark.